# Биси ле Серни
Биси ле Серни (фр. Bucy-lès-Cerny) насеље је и општина у североисточној Француској у региону Пикардија, у департману Ен (Пикардија) која припада префектури Лаон.
По подацима из 2011. године у општини је живело 192 становника, а густина насељености је износила 21,97 становника/km². Општина се простире на површини од 8,74 km². Налази се на средњој надморској висини од 133 метара (максималној 196 m, а минималној 87 m).

## Демографија
| 1962. | 1968. | 1975. | 1982. | 1990. | 1999. | 2011. |
| ----- | ----- | ----- | ----- | ----- | ----- | ----- |
| 156   | 192   | 175   | 159   | 188   | 170   | 192   |

График промене броја становника у току последњих година